# نادي نيفتشي باكو
نادي نيفتشي باكو لكرة القدم (بالأذرية: Neftçi Peşəkar Futbol Klubu) يعرف اختصاراً باسم نيفتشي هو نادي كرة قدم أذربيجاني مقره في العاصمة باكو. يلعب الفريق في دوري أذربيجان الممتاز. يعتبر هذا الفريق الأكثر شهرة، شعبية ونجاحاً من بين الأندية الأذربيجانية حيث توج ستة مرات بلقب دوري أذربيجان الممتاز وأربعة مرات بقلب كأس أذربيجان.
تم تأسيسه يوم 18 مارس 1937 أثناء فترة الحكم السوفييتي للبلاد. وتعني كلمة نيفتشي بنفط حيث يلقب الفريق بعمال النفط أو الأبيض والأسود. يلعب النادي مبارياته المنزلية على إستاد توفيق بهراموف وهو أكبر ملعب في البلاد بسعة تقارب 30,000.

## وصلات خارجية
- الموقع الرسمي